# Lleixiu

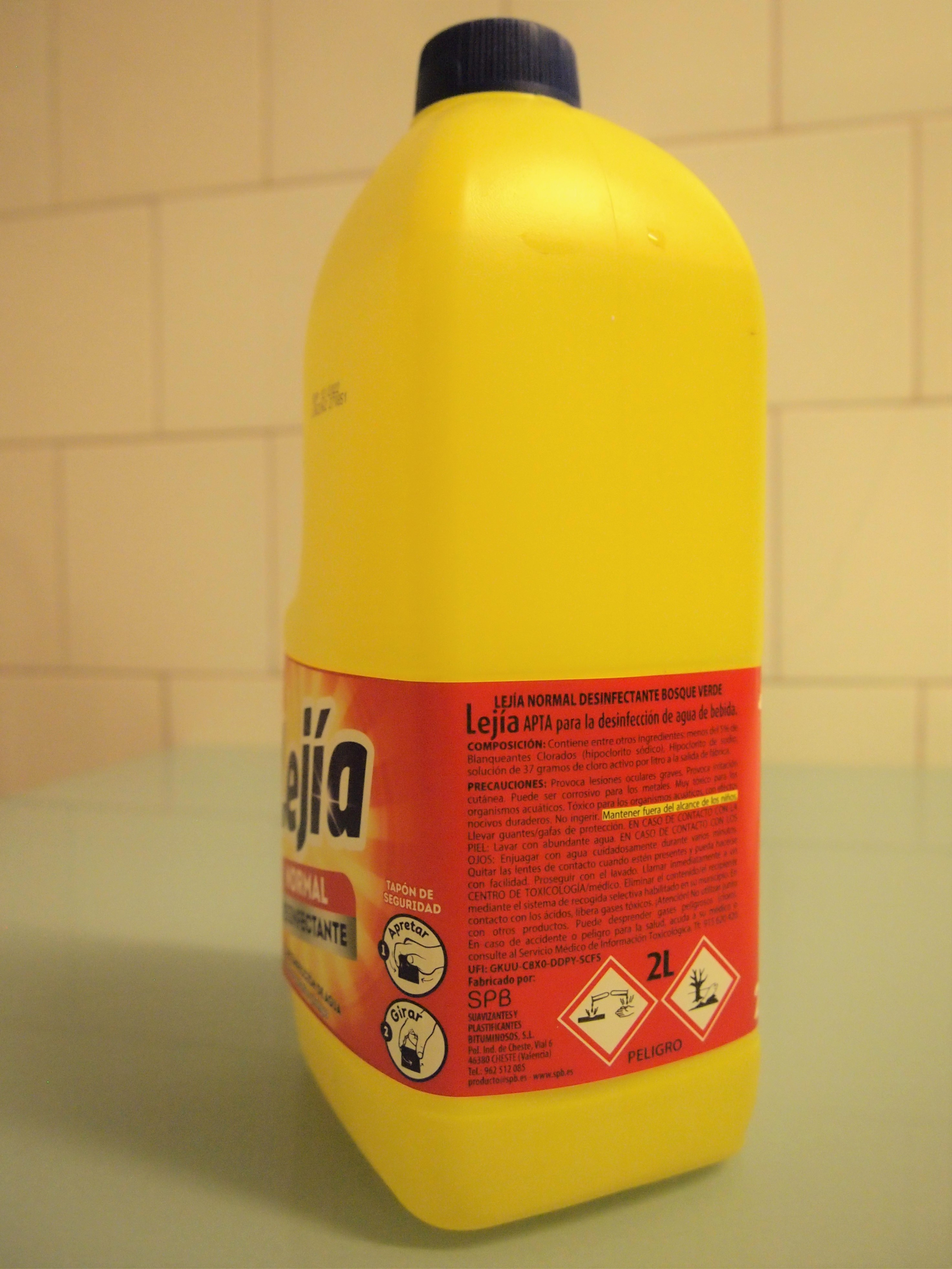
Envàs de lleixiu. És corrosiu i perillós per al medi ambient, com indiquen els dos pictogrames que duu l'etiqueta.

El lleixiu és una dissolució aquosa de sals alcalines, principalment hipoclorit de sodi {\displaystyle {\ce {NaClO}}}, que s'empra en la neteja com a desinfectant i blanquejant.

El mot «lleixiu» prové del llatí lixīvum, que té el mateix significat. És una dissolució que treu el color o blanqueja, sovint per la via de l'oxidació. Els lleixius comuns comercials inclouen el lleixiu que es fa servir a les cases, que és una solució d'hipoclorit de sodi (aproximadament un 3–6 %), amb peròxid d'hidrogen o un component que alliberi peròxid com el perborat de sodi, percarbonat de sodi, persulfat de sodi, pirofosfat de tetrasodi, o peròxid d'urea, junt amb catalitzadors i activadors, per exemple, tetraacetiletilenediamina o nonanoiloxibenzenesulfonat de sodi. La pols de lleixiu és hipoclorit de calci.

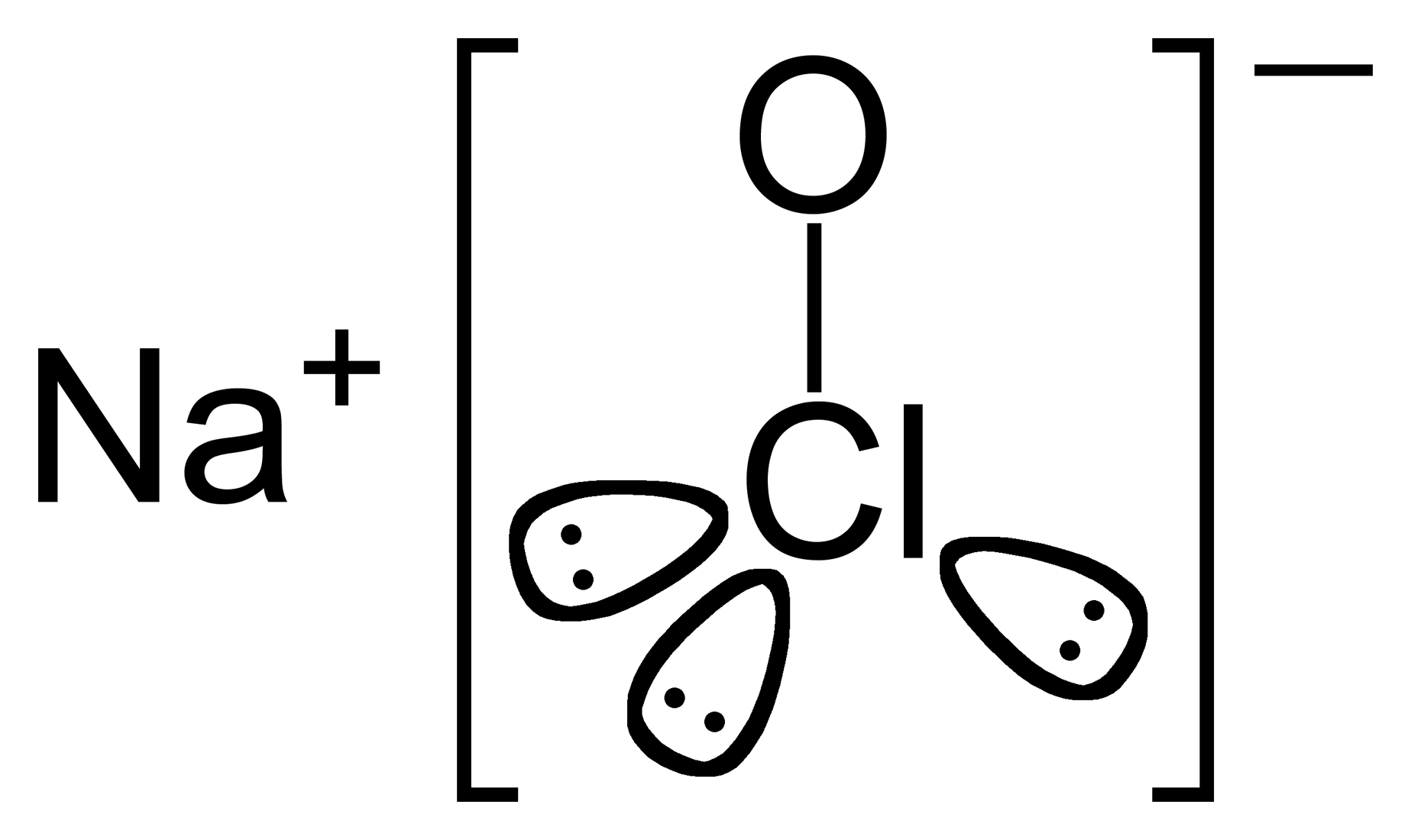
Fórmula de l'hipoclòrit de sodi, el principal component dels lleixus comercial

Molts lleixius tenen una forta acció bactericida i es fan servir per desinfectar i esterilitzar. Durant part del segle xx es venia en envasos blancs. Pel perill d'intoxicació en ser confós amb la llet o altres envasats similars, es promulgaren lleis que feien distribuir el lleixiu en ampolles d'un altre color, usualment groc.

## Història

### Lleixius antics
Ja en l'antiga Roma es feia servir el lleixiu que era una dissolució de sals alcalines en aigua obtinguda de les cendres alcalines del carbó vegetal. Normalment, es rentava la roba amb sabó, però si era gaire bruta s'hi afegia el lleixiu. El sistema casolà d'aconseguir lleixiu era afegint aigua bullent al carbó vegetal. Normalment, es posaven saquets de cendra (cendrers) damunt la roba i s'hi afegia aigua calenta.

### Aigua de Javel

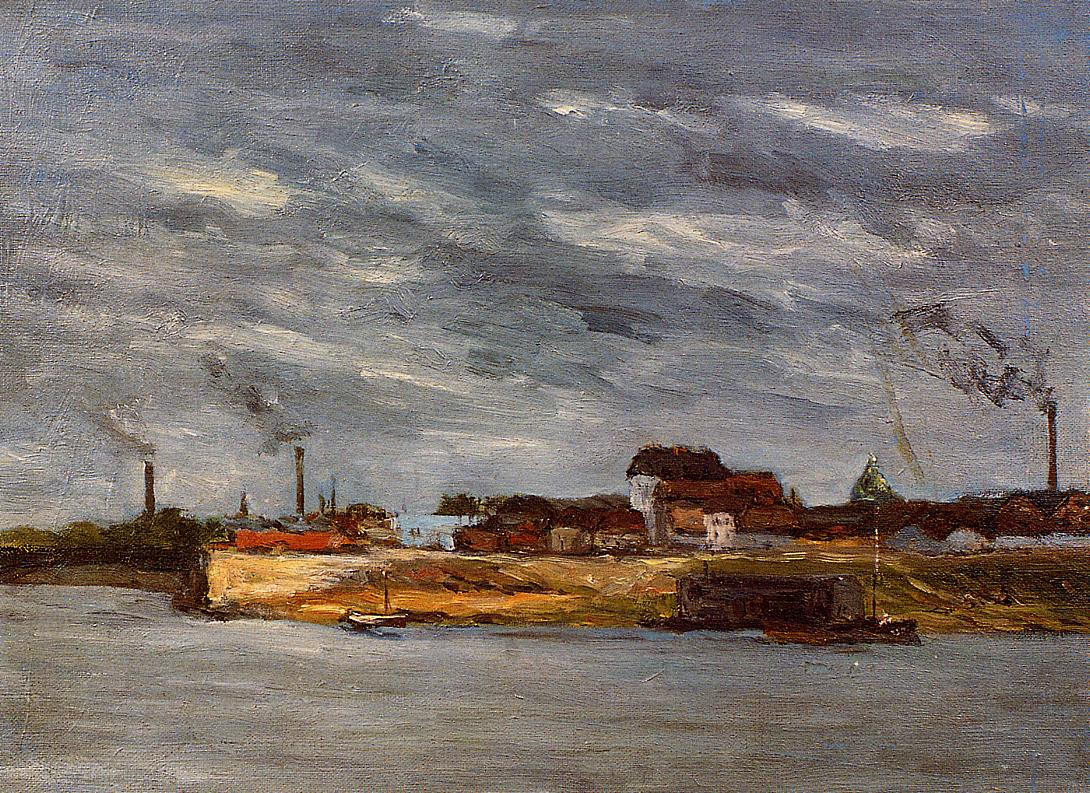
El port de Javel. Paul Gauguin, 1876.

L'any 1784 s'establí al poble de Javel, avui part del districte XV de París, una fàbrica química, al marge esquerre del riu Sena, al sud de la zona de Grenelle. Era propietat de nobles propers al comte d'Artois, germà de Lluís XVI i futur Carles X, i dirigida pels químics Léonard Alban (1740–1803) i Mathieu Vallet (1734–1823). Estava destinat a les rentadores, llavors nombroses a la riba del Sena. Les rentadores, durant la neteja de la roba, la batejaven amb un grapat de branques, fet que permetia extreure un màxim d'impureses dels tèxtils. Fins aleshores, el blanqueig es practicava generalment en teixits de lli, cànem i cotó, que requerien molt espai i temps. El seu èxit depenia de la temperatura, el sol...

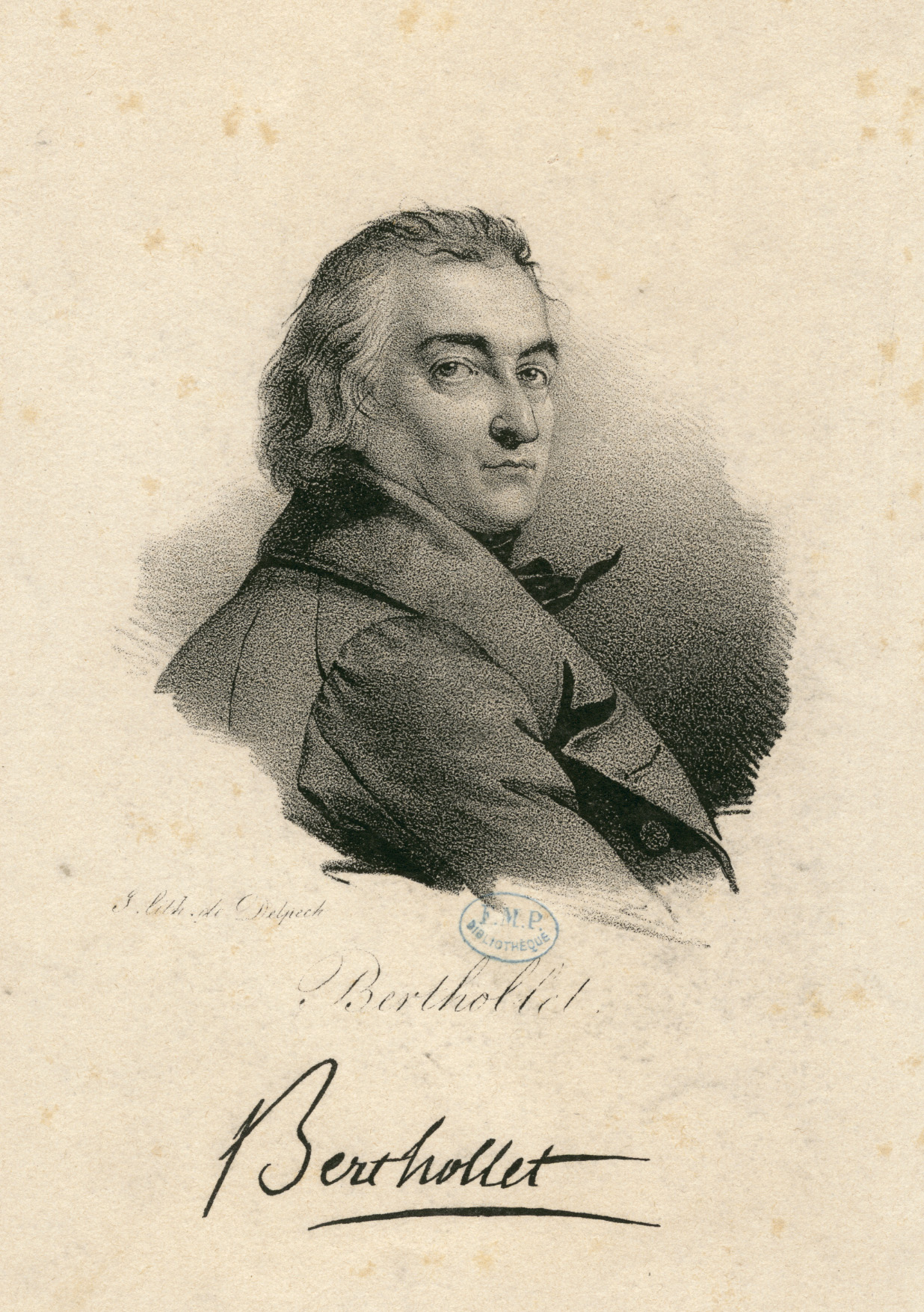
Claude Louis Berthollet.

El 1774 el químic suec Carl Wilhelm Scheele (1742–1786) descobrí el clor i l'any 1785 el químic francès Claude-Louis Berthollet (1748–1822), amb el seu ajudant Bonjour, descobrí les seves propietats oxidants i blanquejadores. Berthollet sabia que el blanqueig del lli sobre el prat era degut a l'acció de l'oxigen de l'aire i intentà reproduir-ho artificialment. Per això, es posà en contacte amb els directors de la fàbrica de Javel, que visità dues vegades el 1876. Berthollet, amb Alban, desenvoluparen un tractament per blanquejar tèxtils a partir d'una solució aquosa d'"àcid muriàtic deflogisticat" (aigua amb clor). Per preparar el clor, Berthollet havia modificat el mètode de Scheele fent que l'àcid sulfúric diluït actués sobre una barreja de sal marina i diòxid de manganès. El blanquejant de Berthollet s'obtenia afegint aigua amb clor al carbonat de potassi diluït. Alban perfeccionà el mètode de Berthollet, dissolent el clor gasós directament en una solució de carbonat de sodi o de potassi, produint així una barreja d'hipoclorit i clorur de sodi o potassi, fàcilment utilitzable com a blanquejador. Aquesta dissolució fou anomenada «aigua de Javel».
La fàbrica treballà a ple rendiment durant la Revolució Francesa, s'expandí i només produïa lleixiu. Després de la publicació de l'obra de Berthollet traduïda a l'anglès, el procés de blanqueig s'adoptà ràpidament a Anglaterra, on fou perfeccionat gràcies sobretot a James Watt (1736–1819) i Matthew Boulton (1728–1809), que havien visitat París el 1786.

### Propietats desinfectants

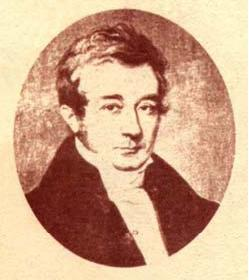
Antoine Germain Labarraque

El 1793 el cirurgià militar Pierre-François Percy (1754–1825) utilitzà solucions d'aigua amb clor per lluitar contra la "podrició hospitalària" a l'Exèrcit del Rin. El 1820, el farmacèutic Antoine-Germain Labarraque (1777–1850) substituí el potassi per sodi i estudià els usos mèdics i farmacèutics del lleixiu. Inventà el “Clorur d'òxid de sodi i calci”, una varietat de lleixiu que permetia, entre altres coses, aturar el procés de putrefacció de les mucoses, fent així un gran pas en el camp de la higiene.
El “Licor Labarraque” fou utilitzat per cirurgians, metges, determinades fàbriques, clavegueres, enterradors... i fou àmpliament distribuït durant una epidèmia de còlera l'any 1832. S'emprava per aturar la gangrena, accelerar la curació, desinfectar hospitals...
El 1845, el metge hongarès Ignaz Philipp Semmelweis (1818–1865), doctor en obstetrícia de Viena, reduí la mortalitat per infecció puerperal del 27 % al 0,23 % gràcies a l'ús d'hipoclorits per part dels metges per rentar-se les mans abans d'assistir en un part. El 1892, Albert Calmette (1863–1933) descobrí que el bacil de Koch, causant de la tuberculosi, era destruït pel lleixiu. Les aplicacions del lleixiu en desinfecció es desenvoluparen sota la influència de diversos col·laboradors de Pasteur, en particular Chamberland i Fernbach.
Durant la Primera Guerra Mundial, el doctor Fernand Bezançon demostrà el poder bactericida del lleixiu sobre la roba contaminada. Les solucions tamponades de lleixiu foren utilitzades com a antisèptics per desinfectar les ferides i per desinfectar les ambulàncies. Aleshores, el procés es va estendre molt ràpidament.
El juliol de 1969, la NASA seleccionà lleixiu per desinfectar l'Apol·lo 11 a la sortida i al seu retorn de la Lluna per evitar qualsevol possible contaminació de la Terra/Lluna i viceversa. Gràcies al seu espectre microbià més ampli conegut fins ara, el lleixiu s'utilitza per lluitar contra la propagació de malalties: febre tifoide, còlera, hepatitis vírica, sida, grip aviària, COVID-19...

## Producció
El mètode més comú per produir hipoclorit de sodi {\displaystyle {\ce {NaClO}}} és fer bombollejar clor {\displaystyle {\ce {Cl2}}} en una dissolució d'hidròxid de sodi {\displaystyle {\ce {NaOH}}} o sosa càustica. La concentració final de la solució d'hipoclorit de sodi depèn de la concentració inicial de la solució d'hidròxid de sodi. L'equació següent dona la reacció química implicada, independentment de la concentració:
{\displaystyle {\ce {Cl2(g) + 2 NaOH(aq) -> NaClO(aq) + NaCl(aq) + H2O(l)}}}
Un hipoclorit de sodi més actiu, però menys estable, pot ser produït per cloració d'una solució de cendra de sosa segons l'equació següent:
{\displaystyle {\ce {Cl2 + 2Na2CO3 + H2O -> NaOCl + NaCl + 2 NaHCO3}}}
Després de la cloració posterior, es produirà àcid hipoclorós:
{\displaystyle {\ce {Cl2 + Na2CO3 + H2O -> HOCl + NaCl + NaHCO3}}}
Es defineix clor actiu a la massa de diclor {\displaystyle {\ce {Cl2}}} que aporta la dissolució en qualsevol de les espècies químiques que contenen clor {\displaystyle {\ce {Cl}}}. Els lleixius es classifiquen en funció del contingut de clor actiu: la denominació lleixiu es reserva per a les solucions amb contingut en clor actiu entre 35 g/L i 60 g/L, és el lleixiu apte per a la desinfecció d'aigua de beguda; i lleixiu concentrat per a les solucions amb contingut en clor entre 60 g/L i 100 g/L i que estan destinades per a ús domèstic, col·lectivitats i indústries relacionades amb alimentació.

## Procés químic de blanquejat

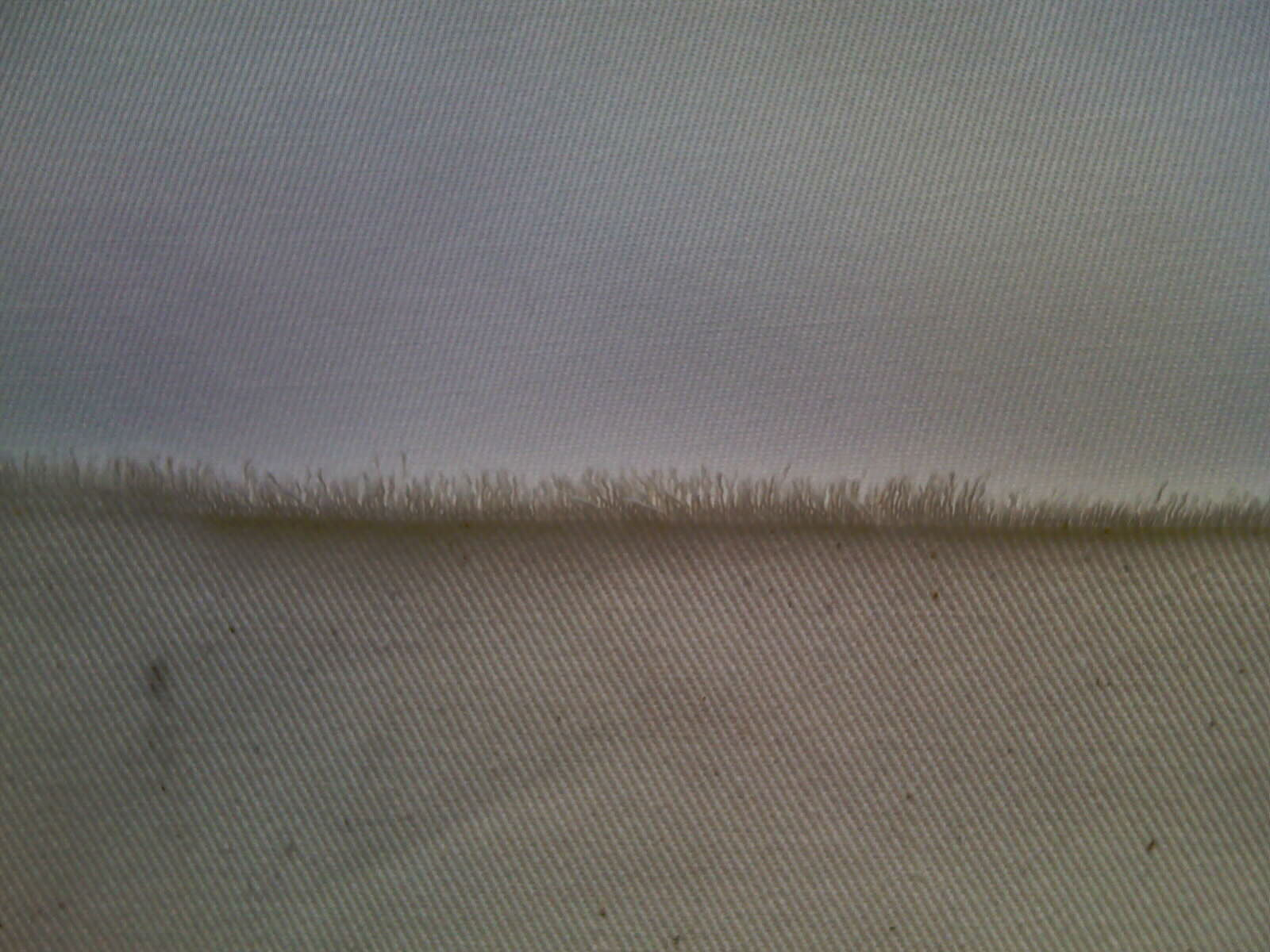
Tela de cotó abans de blanquejada (inferior) i després de ser-ho (superior).

L'anió hipoclorit {\displaystyle {\ce {ClO-}}} és inestable i es descompon segons dues reaccions:
{\displaystyle {\ce {3 ClO- -> 2 Cl- + ClO3-}}}{\displaystyle {\ce {2ClO- -> 2Cl- + O2}}}
La primera d'aquestes reaccions és la predominant. La segona, allibera oxigen {\displaystyle {\ce {O2}}}, que és el responsable de l'acció blanquejant del lleixiu, ja que és un potent oxidant dels grups cromòfors.
Diferents factors influeixen en l'estabilitat de la solució d'hipoclorit: concentració de la solució, temperatura, exposició a la llum, pH (alcalinitat) i presència de metalls, cosa que pot produir una disminució de la seva concentració a raó de 0,75 g de clor actiu per dia.

## Mecanisme d'acció antimicrobiana
L'anió hipoclorit en aigua s'hidrolitza per donar àcid hipoclorós {\displaystyle {\ce {HClO}}} i anions hidròxid {\displaystyle {\ce {OH-}}}. A causa de la presència d'aquests ions hidròxid el lleixiu és una dissolució alcalina, de pH > 11. L'equilibri present en la dissolució és:
{\displaystyle {\ce {OCl- + H2O <=> HOCl + OH-}}}
Tres són les reaccions que experimenten aquestes espècies amb els teixits orgànics:

Saponificació.

1. Saponificació.Els anions hidròxid {\displaystyle {\ce {OH-}}} actuen dissolvent els lípids transformant-los en sals d'àcids grassos (sabó) i glicerol (alcohol), mitjançant una reacció de saponificació. Les membranes plasmàtiques presenten entre els seus constituents lípids, de manera que els anions hidròxid destrueixen aquestes membranes dels virus i bacteris.
2. Els anions hidròxid també neutralitzen els aminoàcids que constitueixen les proteïnes formant aigua i sal (reacció de neutralització).
3. Amb la disminució dels anions hidroxil per les dues reaccions anteriors, l'equilibri es desplaça cap a la dreta formant-se més àcid hipoclorós {\displaystyle {\ce {HClO}}} i es dona una reducció de pH. Àcid hipoclorós en contacte amb els aminoàcids forma cloramines {\displaystyle {\ce {R-NHCl}}} que interfereix en el metabolisme cel·lular.[3]

## Altres tipus
El diòxid de clor es fa servir per blanquejar polpa de fusta, greixos, olis, cel·lulosa, farina, tèxtils, cera d'abella, pell i altres productes.
El tiosulfat de sodi, que també es diu hiposulfit de sodi, també es fa servir com blanquejant i com indicador de pH.
En la indústria alimentària es fan servir alguns peròxids orgànics i altres agents basats en el brom com blanquejadors de la farina i agent de maduració.
L'àcid peracètic i l'ozó es fan servir com blanquejadors d'alguns papers.